# Inmigración italiana en El Salvador
La Inmigración italiana en El Salvador hace referencia al movimiento de italianos a la república de El Salvador y uno de los movimientos más importantes históricamente de El Salvador. Los Ítalo-salvadoreños son una de las colectividades europeas más grandes del país, y una de las más amplias en América Central y el Caribe, así como una de las que tiene un mayor peso social y cultural en América.
Durante la mitad del siglo XIX hasta la mitad del siglo XX, se registran y arriban oleadas de inmigrantes italianos de todas las regiones Italia, principalmente provenían de Italia septentrional e Italia meridional, los primeros italianos que llegaron al país eran principalmente del Reino de Cerdeña y Piamonte, y también del Reino de las Dos Sicilias, que destacan varios italianos de diferentes ciudades y provincias, desde 1880, se registra un flujo de todas las regiones italianas pero principalmente del sur de la península, destacando regiones como Campania, Basilicata, Apulia y Sicilia, pero también del norte de la península principalmente de Piamonte, Liguria y Lombardía.
Hoy en día, los italianos han influenciado mucho la sociedad salvadoreña y participaron en la construcción de la identidad del país. La cultura italiana destaca en la infraestructura, la gastronomía, la educación, la danza y otras distinciones, existiendo varios salvadoreños notables de origen italiano.

## Historia

### SigloXIX

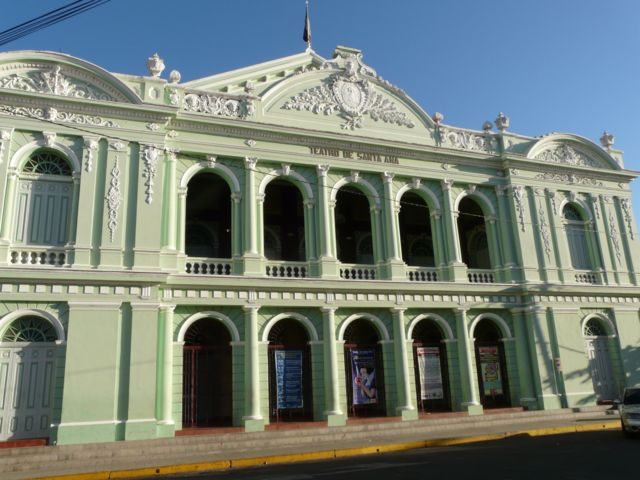
El Teatro de Santa Ana, hecho por arquitectos italianos a parcial semejanza de la Scala de Milán.

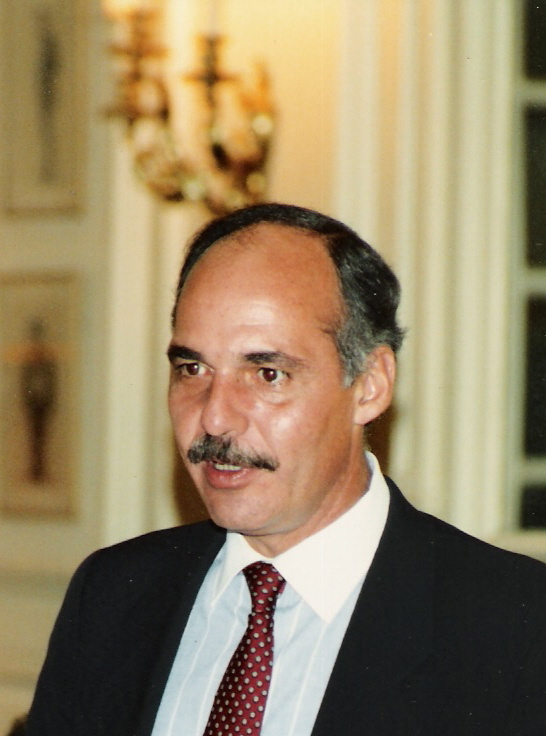
Alfredo Cristiani, Presidente de El Salvador (1989-1994).

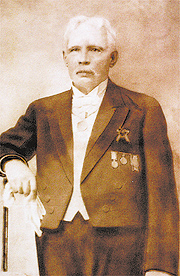
Juan Aberle, compositor del Himno nacional salvadoreño.

Se tiene constancia de italianos residiendo y llegando al país desde 1850, que provenían del Reino de Cerdeña-Piamonte y el Reino de Las Dos Sicilias, se destacan varios intelectuales, comerciantes y otros italianos de clase media-baja, durante esos años llegan varias embarcaciones al país principalmente de ciudades portuarias importantes de Italia, destacando Nápoles, Génova y Palermo. La mayoría de dichos italianos entraron por el puerto de la Libertad y en el Oriente del país, durante esa época los italianos en el país no superaban los 2.000, sin embargo en los siguientes años crecería más el número de llegadas.
Para 1870, llegan más embarcaciones provenientes de Nápoles y Génova, que oscilaban entre 30 a 60 inmigrantes italianos, pero también llegaron muchos comerciantes entrando cada día al país, durante esa lapso de tiempo, el país crea reformas migratorios muy libres, que atraen a más inmigrantes del mundo, muchos italianos llegaron entre 1876 a 1879, se destacan varias embarcaciones al país, principalmente provenientes de Campania y Liguria, entre 1870 a 1879, se estima que más de 2500 italianos ingresaron al país, en ese tiempo El Salvador era el principal receptor de italianos en Centroamérica, principalmente atraídos por varias oportunidades agrícolas, en 1880 a 1889, llegan al país más de 2000 italianos principalmente de Campania y Piamonte, muchas embarcaciones de más de 100 inmigrantes italianos llegaron a las costas salvadoreñas, estos barcos zarparon de Nápoles y Liguria. Esta época se destacó por llegadas de italianos de clase baja y algunos profesionales, no obstante, también había monjas y sacerdotes que venían al país a fundar varias iglesias, colegios y organizaciones importantes. En 1890, la inmigración italiana crece exponencialmente, se estima que entre 1890 a 1899, llegaron más de 6500 italianos al país, la amplia mayoría llegaron al puerto de la Libertad, llegaron varios arquitectos y otros profesionales italianos, como los que hicieron el Teatro de Santa Ana. En efecto, en 1890 la construcción del Teatro fue adjudicada a la compañía 'Sociedad Constructora de Occidente' dirigida por los arquitectos italianos Francesco Durini Vasalli y Crístóbal Molinari. A su vez se contrató a los artistas italianos Luis Arcangeli y Guglielmo Arone. El telón original del escenario del teatro era de estilo Modernismo, hecho por el artista italiano Antonio Rovescalli. Muchos italianos construyeron varios infraestructuras en el país.
En 1890, llegan muchos salesianos al país originarios de Turín, zarparon en barcos llenos de inmigrantes italianos y llegaron al puerto de la Libertad, muchos se quedaron en la ciudad de Santa Tecla, donde fundaron varias organizaciones y escuelas como el Colegio Santa Cecilia, que fue fundado en 1899 por italianos.
En 1898, se funda la primera organización italiana en El Salvador y la primera en Centroamérica, la Sociedad de Asistencia y Beneficencia entre Italianos en El Salvador, más conocida como la Assistenza Italiana: el objetivo de esta organización es ayudar a los italianos recién llegados a conseguir trabajo y ayudarles económicamente mientras lo conseguían.

### SigloXX
La época se caracterizó por la entrada masiva de italianos al país, entre 1900 a 1909 llegan más de 10.000 italianos al país de todas las regiones italianas. En esa época, El Salvador era el segundo receptor de inmigrantes italianos en Centroamérica, muchos buscando mejores oportunidades para sus negocios y mejorar su calidad de vida, donde resaltan varios comerciantes e italianos ingresando al país, muchos destacándose en áreas como la Educación, Música, Agricultura, Industria, Comercio y infraestructura.
Entre 1910 a 1919, ingresan otros miles de italianos ya que registran más de 6000 llegadas al país, los italianos fácilmente se adaptaron al país y cada día llegaban más italianos al país, El Salvador en esa época logró a llegar el principal receptor de italianos en Centroamérica. Entre 1920 a 1929, llegan varios comerciantes y profesionales italianos, pero también italianos de clase baja, muchos pusieron sus negocios. En 1930, la Inmigración italiana se paraliza por varias razones, entre 1930 a 1939, se estima que más de 1000 italianos llegaron al país y muchos pusieron sus negocios.
En 1940, debido a la Segunda Guerra Mundial, comienza una ola migratoria numerosa de miles de italianos emigrando al país,donde se destacan varios comerciantes e italianos que querían mejorar su calidad de vida, esta época se caracterizó mucho por la entrada de varios refugiados, y italianos, la mayoría provenían del norte de Italia.
Entre 1960 a 1980, llegan varios franciscanos al país, muchos fundaron colegios y organizaciones para ayudar al pueblo salvadoreño, y también para reactivar la cultura italiana en el país.
En la segunda mitad del siglo XX, la música salvadoreña fue enriquecida por el hijo de un emigrante napolitano, Francisco Palaviccini (1912-1996), que fue compositor - director - saxofonista - trompetista y cantante del folklor salvadoreño y que fue homenajeado en 1992 por el gobierno de El Salvador.
En 1989 un hijo de italianos, Alfredo Cristiani, fue elegido Presidente de El Salvador. Después de cinco difíciles años, en 1994 terminó su mandato y dejó a su nación estabilizada de la guerra civil que la había azotado por 20 años.

Alfredo Cristiani obtiene una victoria aplastante y asume oficialmente el cargo el 1 de junio de 1989, prometiendo la paz y la reconciliación nacional. Sus promesas son difíciles de cumplir, el país vive momentos de gran caos, la situación económica se derrumba ahora y la guerrilla marxista apoyada por la vecina Nicaragua está desenfrenada en todo el territorio salvadoreño. En las relaciones internacionales, El Salvador es abandonado por los países centroamericanos, y ahora también por los propios Estados Unidos. Durante su mandato, llevado a su vencimiento natural (1994), el presidente Cristiani podrá afianzarse por su credibilidad y moderación. A nivel nacional, mediante la firma de un acuerdo histórico con la parte más intransigente de la guerrilla de izquierda, el frente "Farabundo Martí", creando así las condiciones para una pacificación nacional, tanto a nivel internacional recuperando la confianza y la solidaridad de todos los países americanos. Al finalizar el mandato presidencial, Alfredo Cristiani volvió a ocuparse de sus actividades emprendedoras, mientras el país poco a poco vuelve a la normalidad gracias también al hábil y arduo trabajo que realizó, valorado positivamente en todos los círculos políticos internacionales.Comune di Bagnaria (Pavía)

## Características
La Inmigración italiana fue un movimiento numeroso en El Salvador; se estima que en el período 1850-1929, más de 32.000 italianos arribaron en el país, buscando oportunidades de trabajo y mejoras de su calidad de vida. Sin embargo, el pico migratorio se dio entre 1880 a 1930, cuando miles de italianos de todas las regiones llegaron al continente americano, siendo Estados Unidos, Argentina, Brasil y Uruguay, los principares receptores de este flujo migratorio. Por su parte, en El Salvador se formó una notable comunidad italiana, que ha contado con gran influencia en términos sociales y culturales.

### Ocupaciones y edad
Los italianos que llegaron a mediados del siglo XIX eran en su mayoría de clase media o humilde. Muchos eran agricultores y obreros que llegaron al país para buscar trabajo, también llegaron varios comerciantes, según algunos registros, los italianos que llegaron al país entre 1850 a 1870 eran muchas familias, que en promedio tenían edad de 22 años a 26 años, más del 60 % de los inmigrantes que llegaron al país eran hombres y el 40 % eran mujeres.
Para 1870 a 1879, llegan 2.5000 italianos al país, el 63.5 % eran hombres, la edad media era de alrededor de 20 años a 30 años y la mayoría eran comerciantes, obreros y agricultores, entre 1880 a 1889, emigraron hacia al país alrededor de 2000 italianos, el 64 % lo conformaban hombres y el 44 % lo conformaban mujeres, la edad variaba mucho, entre 2 años a 50 años de edad, la mayoría eran comerciantes, obreros y agricultores, con una creciente llegadas de sacerdotes, monjas y predicadores. Entre 1890 a 1891, se registra el segundo mayor pico, cuando 6500 italianos ingresaron a El Salvador, la edad media era de alrededor de 20 años a 30 años, y las ocupaciones más numerosas eran comerciantes, obreros, agricultores, sacerdotes, monjas, maestros y arquitectos. El mayor pico de la inmigración italiana en el país se da entre 1900 a 1909, cuando 10.000 italianos emigran hacia el país buscando mejor futuro, el 60 % eran hombres y el 40 % mujeres, y la edad media era de alrededor de 20 años a 30 años de edad, las ocupaciones más numerosas eran obreros, comerciantes y algunos maestros, para 1910 a 1919, entran más de 6000 italianos a El Salvador, este año se distingue por un crecimiento de las inmigrantes que son mujeres con alrededor del 43 % y el 57 % son hombres, la edad varía entre 3 a 50 años, posteriormente, entre 1920 a 1930, la mayoría que llegaron al país se dedicaban al comercio, agricultura y otros comercios y actividades.

### Asentamientos
Los primeros italianos que ingresaron al país se asentaron en Santa Ana y San Miguel. Otros se asentaron mayoritariamente en el oriente del país, en San Miguel, Usulután y La Unión. En el norte del país, en Chalatenango, se asentaron también varios grupos de italianos
Los italianos sureños se establecían principalmente en San Miguel, Santa Ana, San Salvador y otros departamentos del país, donde destacan varias ciudades, Santa Tecla fue la que mayor peso demográfico recibió debido a la inmigración italiana, ya que desde que se convirtió capital, llegaban varias comunidades italianas.
Los lucanos, campanos, sicilianos y pulleses, tenían sus destinos principales a San Salvador, Santa Ana y San Miguel, por su parte los italianos del norte: los piamonteses, vénetos, ligures y lombardos se asentaban principalmente en La Libertad, San Salvador, Chalatenango, Santa Ana y San Miguel. En el departamento de Sonsonate se asentaron varios italianos, particularmente provenientes de Castelnuovo di Conza en la región de Campania, y en Usulután recibió varios agricultores italianos del norte de Italia, también en La Unión donde se asentaron varios sureños y norteños principalmente piamonteses y calabreses.
En los otros departamentos del país, se asentaron grupos minoritarios pero visibles de italianos, teniendo éxito en comercio y agricultura.

### Regiones de Origen
Primeramente en 1850, la mayoría de los inmigrantes italianos que llegaron al país eran originarios del Reino de Cerdeña-Piamonte y el Reino de las Dos Sicilias, lo conforman ahora Campania, Piamonte, Liguria, Cerdeña y Sicilia, que posteriormente llegarían de todas las regiones italianas como Véneto, Apulia, Basilicata, Lacio, Toscana, Friuli-Venecia Julia y Lombardía, una tendencia que se dio en toda América.
| 1850–1869 | 1000   |
| 1870-1879 | 2500   |
| 1880-1889 | 2000   |
| 1890-1899 | 6500   |
| 1900-1909 | 10.000 |
| 1910-1919 | 6000   |
| 1920-1929 | 4000   |
| Llegadas  | 32.000 |

| Emigrantes italianos llegados al El Salvador y su distribución regional | Emigrantes italianos llegados al El Salvador y su distribución regional | Emigrantes italianos llegados al El Salvador y su distribución regional | Emigrantes italianos llegados al El Salvador y su distribución regional | Emigrantes italianos llegados al El Salvador y su distribución regional |
| Periodo                                                                 | Italia Septentrional                                                    | Italia Central                                                          | Italia Meridional e Insular                                             |                                                                         |
| ----------------------------------------------------------------------- | ----------------------------------------------------------------------- | ----------------------------------------------------------------------- | ----------------------------------------------------------------------- | ----------------------------------------------------------------------- |
| 1870-1879                                                               | 34.6 %                                                                  | 2.1 %                                                                   | 63.3 %                                                                  |                                                                         |
| 1880-1889                                                               | 36.9 %                                                                  | 2.7 %                                                                   | 60.4 %                                                                  |                                                                         |
| 1890-1899                                                               | 38.5 %                                                                  | 2.5 %                                                                   | 59 %                                                                    |                                                                         |
| 1900-1909                                                               | 38.4 %                                                                  | 2.2 %                                                                   | 59.4 %                                                                  |                                                                         |
| 1910-1928                                                               | 37.7 %                                                                  | 2.4 %                                                                   | 59.9 %                                                                  |                                                                         |

Entre 1870 a 1879 llegan al país 2500 italianos y su composición regional es 63.3 % de Italia Meridional y Insular, 34.6 % de Italia Septentrional y 2.1 % de Italia Central, en esa época se caracterizó por una amplia mayoría de Italianos provenientes de Italia Meridional y Insular, durante la siguiente época crece la población italiana proveniente del norte, principalmente de Piamonte, Véneto y Liguria, y para 1910 a 1928, los italianos del norte caen otra vez, por su parte los italianos del sur provenían específicamente de las regiones de Campania, Sicilia, Basilicata, Calabria y Apulia, los italianos provenientes del centro fueron los menos numerosos, la mayoría provenientes de Toscana y Lacio, entre 1880 a 1889, la composición regional de los italianos era 60.4 % de Italia Meridional y insular, 36.9 de Italia Septentrional y el 2.7 % Italia Central, La mayoría eran provenientes de Campania, Sicilia, Piamonte,Véneto, Liguria y Basilicata con una creciente del centro de Italia, entre 1890 a 1899, Los Italianos provenientes del sur bajan, ya que solo representaron al 59 % de las llegadas a El Salvador, los Italianos del norte tuvieron su mayor crecimiento ya que lograron representar al 38.5 % de los italianos arribados al país, por su otra parte, los italianos centrales principalmente de Lacio y Toscana decrecieron ya que solo representaban al 2.5 %, en 1900 a 1909, la composición regional era casi la misma que la época anterior, los italianos del sur representaban al 59.4 %, los italianos del norte representaban al 38.4 % y los italianos del centro representaban al 2.2 %, y finalmente en 1910 a 1928, el 59.9 % provenían del sur de la Península,el 37.7 % provenían del norte de Italia y el 2.4 % provenían del centro de Italia, los italianos que llegaron durante la Segunda Guerra Mundial eran en su mayoría del norte, donde destacan italianos de Piamonte, Véneto, Liguria y Friuli-Venecia Julia.

#### Campania
La Diáspora campana fue la más numerosa que recibió El Salvador y la más numerosa del sur de Italia, comenzó en 1850, cuando muchos italianos del Reino de las Dos Sicilias emigraron al país, principalmente de Nápoles, la mayoría de estos italianos eran en su mayoría de clase media-baja, no obstante también había comerciantes y músicos, posteriormente en 1870, llegaron varios barcos provenientes de Nápoles y otras provincias cercanas, la inmigración campana fue de forma masiva entre 1880 a 1930, posteriormente con la tendencia de parálisis en la década de los 30 por muchos motivos y en la Segunda Guerra Mundial no emigraron muchos campanos, ya que la mayoría que llegaron eran del norte principalmente.
La mayoría de los campanos eran originarios de Nápoles, Castelnuovo di Conza, Salerno y Laviano. El principal establecimiento de campanos en El Salvador fueron San Salvador, Santa Ana y San Miguel, los campanos en su mayoría trabajan en comercio.

#### Piamonte

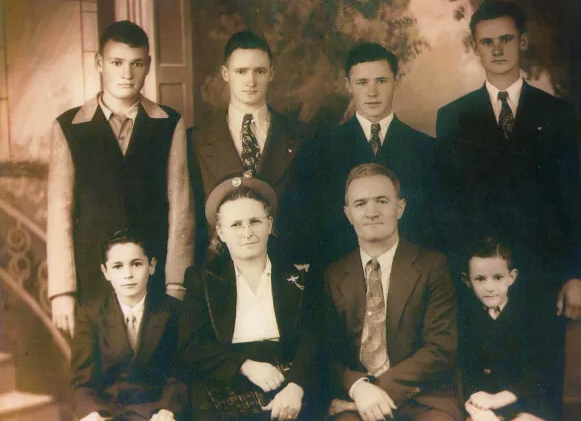
Familia italiana de Piamonte en San Salvador, la diáspora piamontesa fue la segunda más numerosa que recibió El Salvador

La Inmigración piamontesa fue la segunda más numerosa que recibió El Salvador y la más numerosa del norte de Italia. La Inmigración piamontesa comienza cuando muchos italianos del Reino de Cerdeña-Piamonte emigran hacia el país para mejorar su calidad de vida, y posteriormente muchos italianos agricultores de Piamonte emigraron hacia el país entre 1880 a 1930,pero también emigraron varios salesianos de Turín, la inmigración piamontesa se detuvo en 1930, pero debido a la Segunda Guerra Mundial muchos italianos del norte, entre ellos piamonteses, emigraron hacia El Salvador para mejorar sus calidades de vida.
Los Piamonteses eran principalmente Turín, Alessandria y Vercelli, se asentaron principalmente en San Salvador, La Libertad, Santa Ana, San Miguel y Chalatenango.

#### Calabria
La Inmigración Calabresa fue la tercera más numerosa que recibió El Salvador y la segunda más numerosa de la Italia Meridional, la inmigración calabresa comienza cuando Calabria era parte del Reino de las Dos Sicilias, muchos emigraron para mejorar sus calidades de vida y para emprender sus negocios, los calabreses emigraron fundamentalmente entre 1880 a 1930, después de 1930 la inmigración se paraliza.
La Mayoría de los Calabreses eran originarios de Cosenza, Crotona y Vibo Valentia, sus principales asentamientos fueron San Salvador, Santa Ana, San Miguel y los otros departamentos del país.

#### Sicilia
El movimiento migratorio Siciliano a El Salvador comienza desde 1850, Cuando muchos emigrantes del Reino de las Dos Sicilias emigran hacia El Salvador, principalmente de Palermo, entre 1880 a 1930 llegan más Sicilianos al país, la inmigración Siciliana fue la cuarta más numerosa que recibió El Salvador y las tercera más numerosa del sur de Italia.
Los Sicilianos eran en su mayoría originarios de la provincia de Catania y provincia de Palermo, los principales lugares de asentamientos fueron San Miguel, La Unión y San Salvador.

#### Liguria
La Inmigración proveniente de Liguria fue la segunda más numerosa proveniente del Norte de Italia y la quinta más numerosa que recibió históricamente El Salvador, comenzó en 1850, cuando inmigrantes provenientes del Reino de Cerdeña emigraron al país, principalmente de Génova, entre 1870 a 1900, llegan varias embarcaciones provenientes de Liguria, pero en ellas iban también Piamonteses, las embarcaciones zarparon de Génova y llegaron al puerto de la Libertad.

#### Lombardía
Los Lombardos son el tercer grupo más numeroso de italianos del norte y el sexto más numeroso de italianos en El Salvador, se tiene registro de lombardos desde 1880, principalmente de la provincia de Cremona, algunos llegaron en embarcaciones y entraron al puerto de la Libertad.

#### Basilicata
La inmigración desde Basilicata tuvo principal origen en las provincias de Potenza y Matera. los lucanos comenzaron a emigrar desde 1880, se tiene registro de varios comerciantes lucanos que llegaron al país en esa época como Salvatore Cantisano, que era un lucano que puso su negocio en El Salvador. Los lucanos fueron los cuartos que más emigraron del sur de Italia.

#### Apulia
La Inmigración Pullesa comienza en 1850, durante ese tiempo, Apulia pertenecía al Reino de las Dos Sicilias, entre 1880 a 1930, llegaron varios Pulleses,comerciantes y profesionales, emigraron hacia El Salvador, la mayoría provenían de la provincia de Bari.
La Inmigración pullesa es la quinta más numerosa del sur de Italia, varios comerciantes se establecieron en San Salvador.

#### Véneto
La inmigración véneta fue la tercera más grande que emigró a América, principalmente sus destinos fueron Argentina y Brasil, en El Salvador se tiene registro de vénetos desde 1884, principalmente originarios de la provincia de Verona.

## Cultura

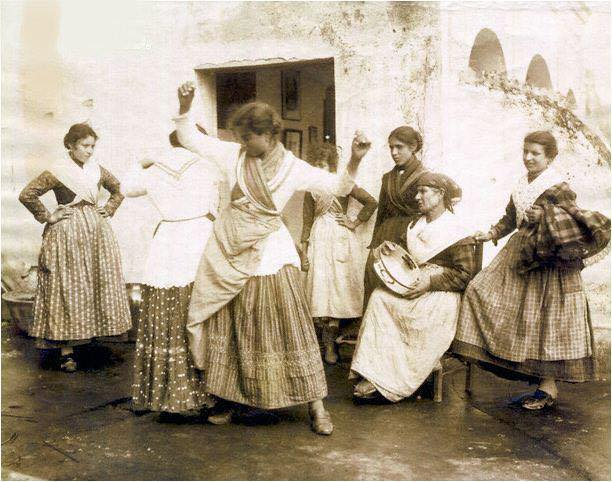
La inmigración italiana principalmente de Nápoles, trajo consigo bailes como la tarantela

El Salvador cuenta con el Comité de San Salvador de la Società Dante Alighieri, que el Doctor Ennio Cristiano Giulietti Carozzi di T.V. fundó en el año 1999; institución encargada de la difusión de la lengua y de la cultura italiana en el mundo. En el país hay iglesias y hogares con estilos italianos, un ejemplo es la Iglesia del Calvario en Santa Ana, que fue construida y diseñada con apoyo de italianos. Otros aportes italianos se concentran en el área de la restauración y gastronomía italiana en El Salvador.

### Arte
Composiciones declaradas como Danza y música nacional como "Adentro Cojutepeque" y "Carnaval En San Miguel", todas las anteriores hechas por Francisco Palaviccini que fue compositor de origen italiano, el himno nacional de El Salvador fue compuesto por fue compuesto por el general salvadoreño Juan José Cañas y el músico italiano Juan Aberle.
El Ballet es una danza que el país es también es considerada nacional que se ha transformado a Ballet Folclórico Nacional con herencia italiana y Salvadoreña, aunque también se conserva el ballet clásico.
La Arquitectura Italiana en El Salvador está presente, en El Salvador hay Casa y hogares con estilo Italiano. Los Italianos enriquecieron la arquitectura del país, un ejemplo sería Teatro de Santa Ana que tiene semejanza al la Scala de Milán.

Arquitectura Ítalosalvadoreña
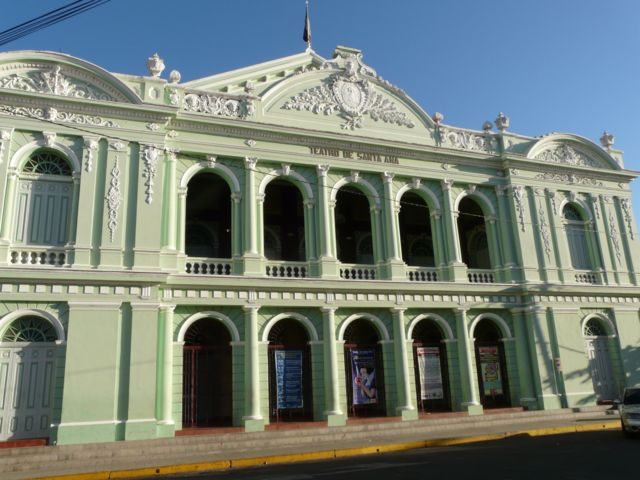
Teatro de Santa Ana
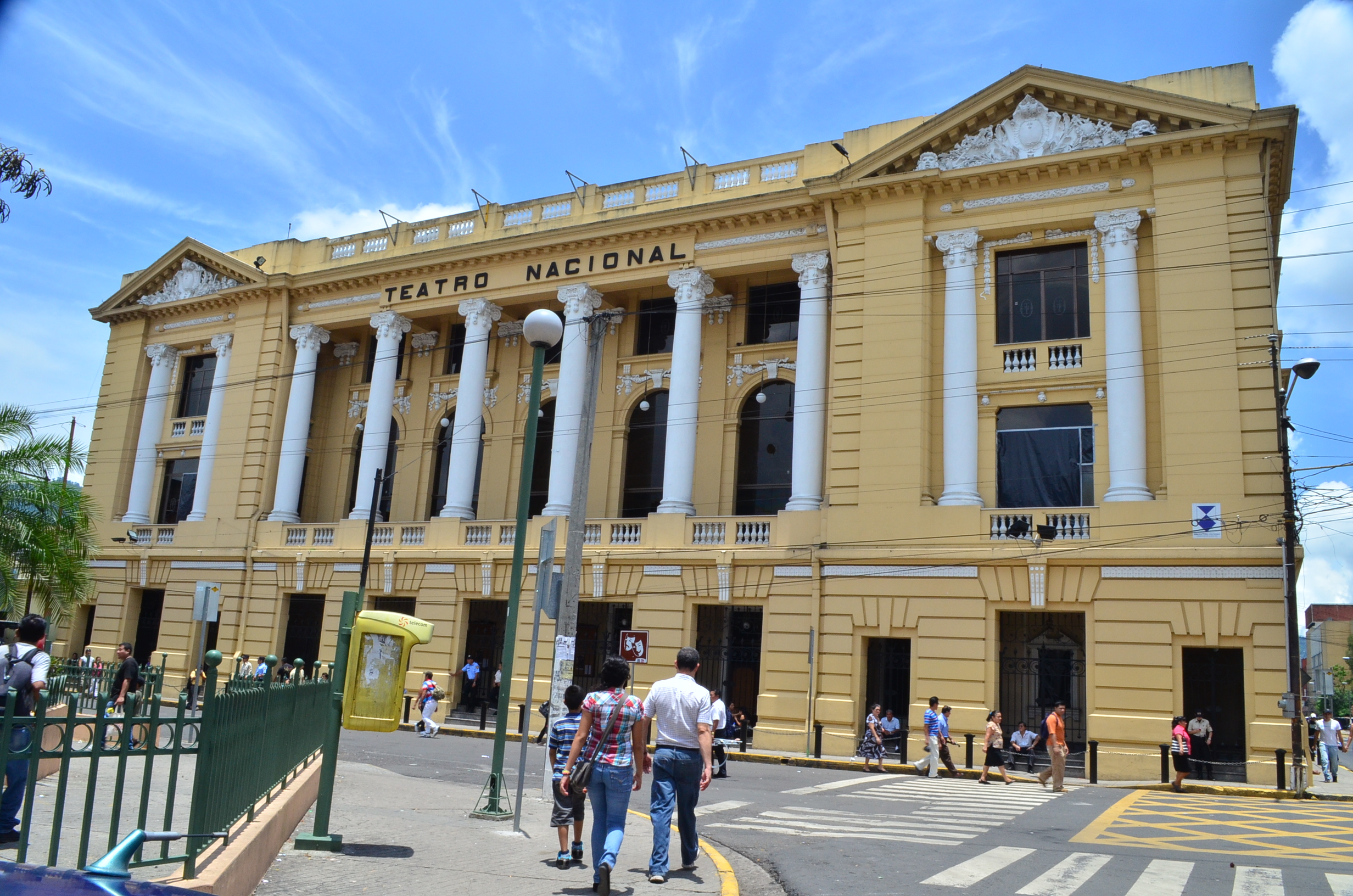
Teatro Nacional de San Salvador
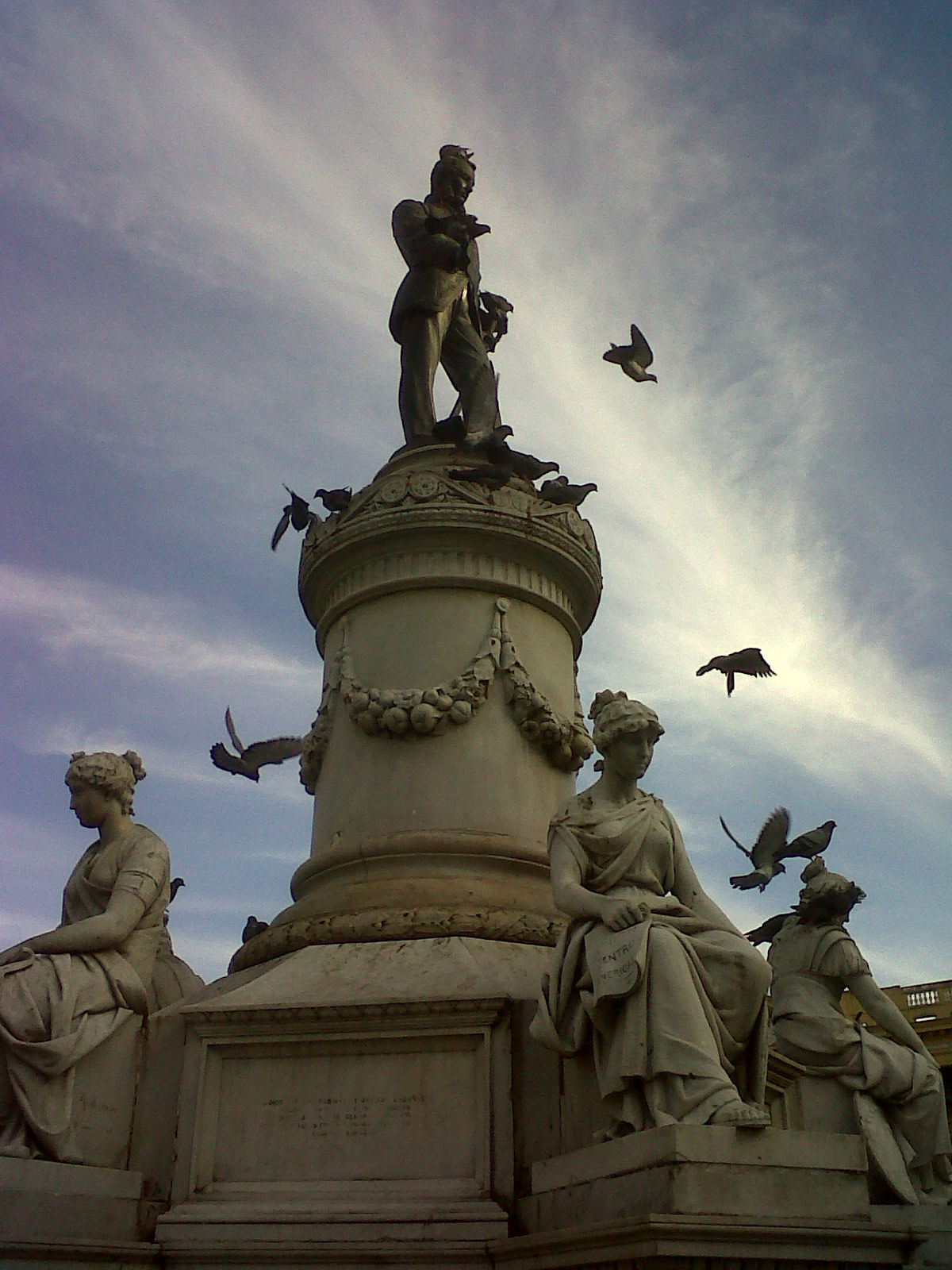
Monumento Francisco Morazan
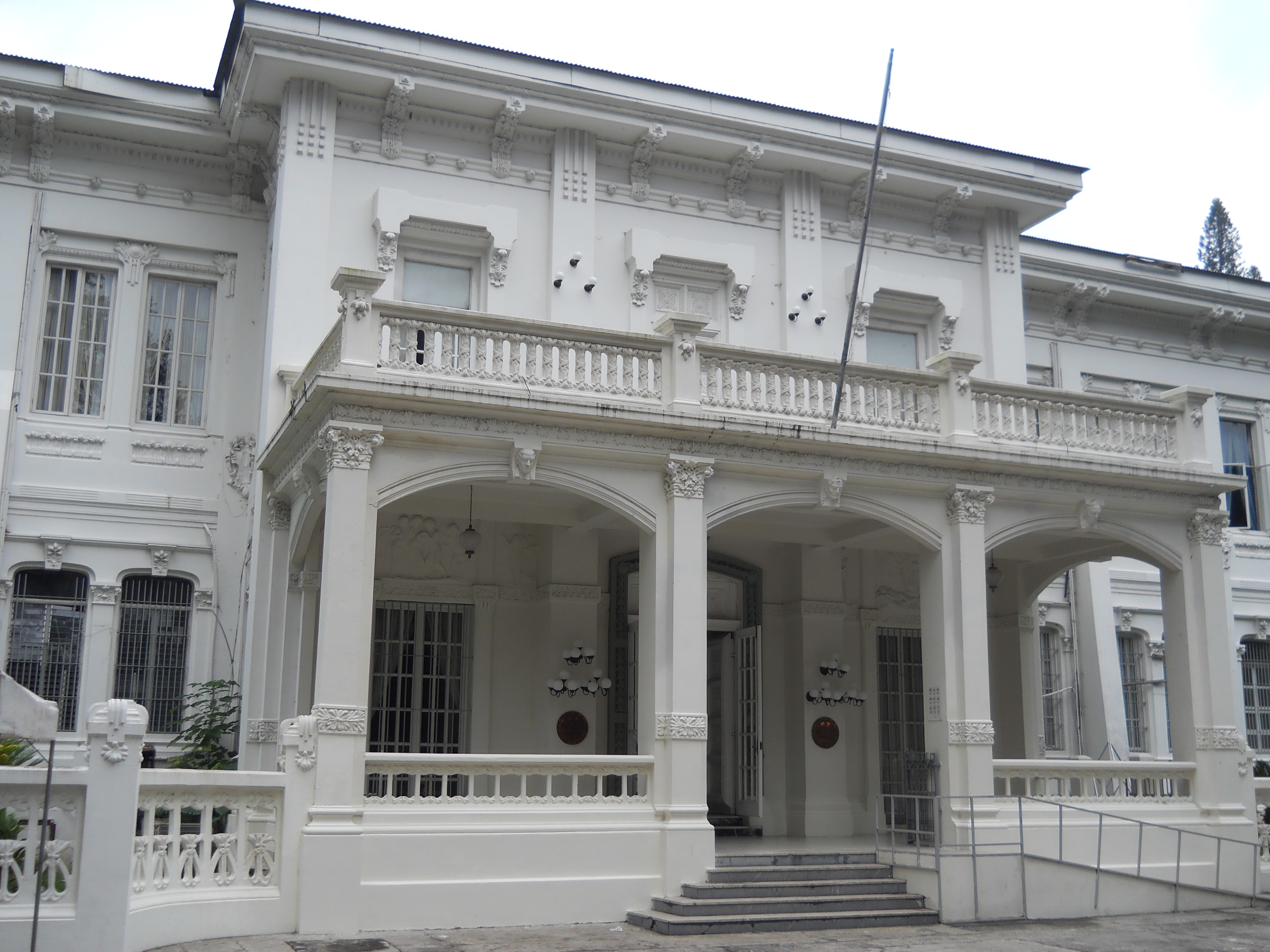
La ex Casa Presidencial del Barrio San Jacinto
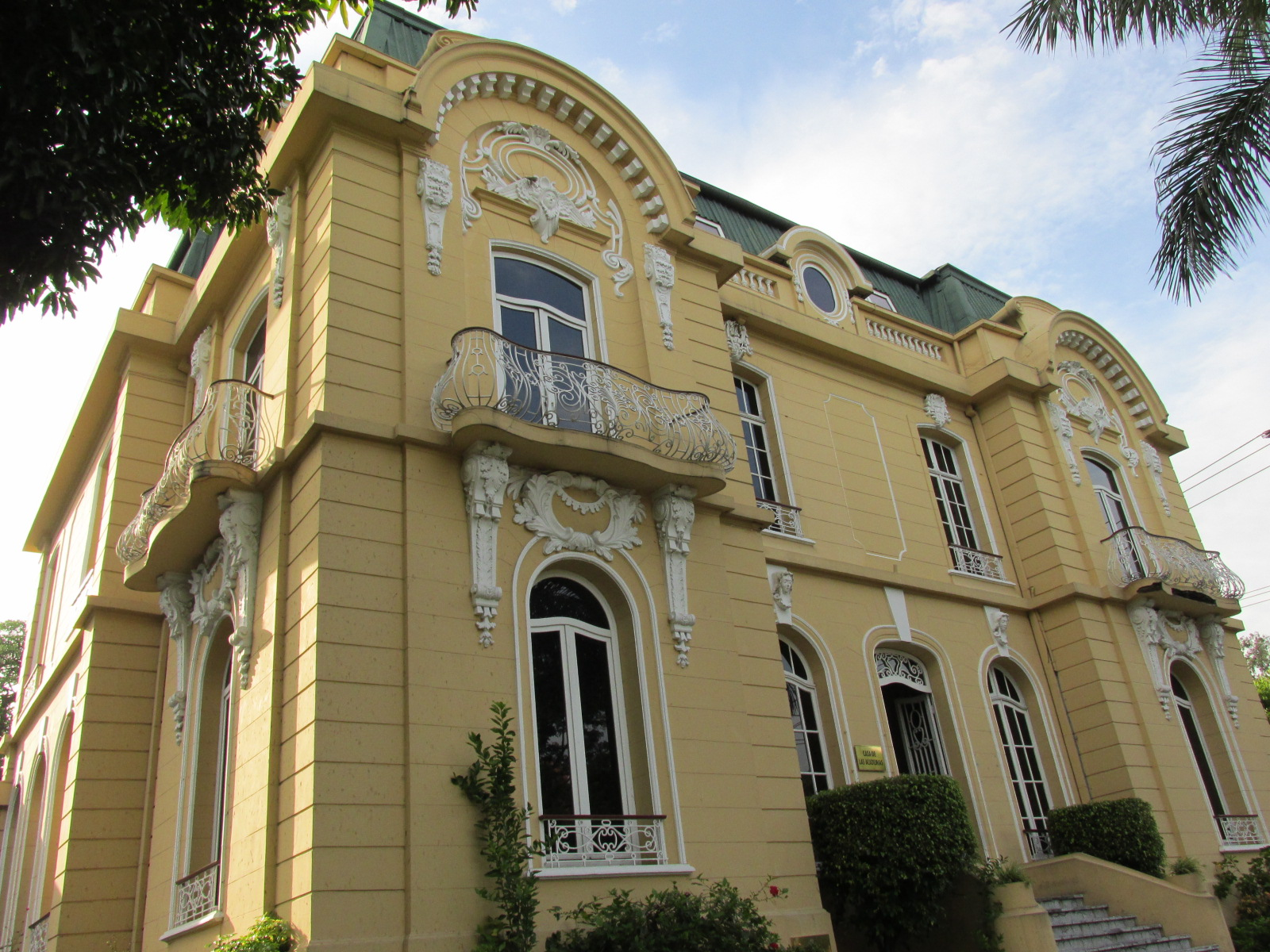
Casa Dueñas

### Gastronomía
Gastronómicamente, en el país hay multitud de restaurantes Italianos ya que los
Italianos destacaron en el comercio y industria pero también los Italianos agregaron alimentos como la Pasta, que es consumida mucho en el País y con diferentes, recetas agregadas por italianos pero también por la globalización, los macarrones y espagueti son los favoritos y los más consumidos en el país que principalmente se preparan con tomate, pollo y salsa.
Por otro lado está la pizza, que es el plato italiano más conocido en el mundo, en El Salvador hay variedades de Pizza italianas como la Tradicional, Americana y
Salvadoreña. La pizza también ha evolucionado a nuevos ingredientes como es la Pizza Estilo salvadoreña, en general las Pizzas se preparan con queso, tomates, chile verde,cebolla y otros ingredientes agregados por la gastronomía del País.
En el país existen quesos italianos, siendo el más popular el queso mozzarella, hecho con leche entera, En postres, los más populares son el helado napolitana, el tiramisú y los rosquetes.

## Inmigrantes italianos o salvadoreños de ascendencia italiana
- Juan Aberle - Compositor
- Arturo Ambrogi - Poesta y Periodista
- Enrique Borgo Bustamante - Vicepresidente de El Salvador 1994-1999
- Mauricio Borgonovo Pohl - Ministro de Relaciones Exteriores 1972-1977
- Roberto Edmundo Canessa - Ministro de Relaciones Exteriores 1950-1954
- Eleonora Carrillo Alammani - Miss El Salvador 1995
- Gerardo Celasco - Actor estadounidense; padre es italo-salvadoreno
- Alfredo Cristiani - Presidente de El Salvador 1989-1994
- Antonio Ferracuti - Atleta olímpico
- Jorge Ismael García Corleto - Poesta
- Angelo Iannuzzelli - Atleta olímpico
- Enrico Massi - aviador
- en:Richard Oriani - científico estadounidense; nació en San Salvador
- Francisco Palaviccini - creador de Xuc
- Guillermo Ragazzone - futbolista
- José Rosi - intendente colonial de San Salvador
- Cosme Spessotto Zamuner
- Elena Tedesco - Nuestra Belleza El Salvador Mundo 2009
- en:Carbilio Tomasino - entrenador de la Selección de El Salvador 1954-1959
- Larissa Mariana Vega Graniello - Nuestra Belleza El Salvador Mundo 2014
- Arquitecto Augusto Baratta obras: Iglesia El Calvario, Basílica de Nuestra Señora de Guadalupe, Iglesia de Juayua, Santuario de Fátima, ex casa presidencial entre otras.
- Dr. Ennio Cristiano Giulietti Carozzi di T.V.  - Director del Archivo General de la Nación 2005, Fundador y primer Presidente de la Societa' Dante Alighieri, Comité de San Salvador 1999